# دو سليم والحنشة (سيدي بوقنادل)
دو سليم والحنشة هي إحدى مشيخات المملكة المغربية، تتبع جغرافيا لعمالة سلا وإداريًا لسيدي بوقنادل. يقدر عدد سكانها بـ 8518 نسمة حسب الإحصاء الرسمي للسكان والسكنى لسنة 2004.